# 沖原一生
沖原 一生（おきはら いっせい、1983年1月17日 - ）は、日本の俳優。広島県呉市出身。

## 人物
ジャパンアクションエンタープライズに所属していたが、2010年6月からフリーで活動していた。現在は、ワイ・ケイ事務所に所属し活動。
特技は、殺陣、アクロバット。

## 出演

### オリジナルビデオ
- 実録・東海道抗争 白と黒（2006年、GPミュージアムソフト） - ヤクザ 役
- 死刑確定IV（2006年、東映ビデオ） - 検崎 役
- 喧嘩の極意4（2009年、GPミュージアムソフト）
- ヤンキー女子高生3 埼玉最強伝説（2010年）

### テレビドラマ
- 仮面ライダー剣 第33話（2004年、テレビ朝日） - 不良 役
- 水曜プレミア昭和〜時代からの遺言〜（2004年8月11日、TBS） - 橋爪四郎 役
- 刑事部屋〜六本木おかしな捜査班〜 第4話（2005年、テレビ朝日） - 鈴木宏之 役
- 義経 第32話（2005年、NHK） - 兵士 役
- 離婚弁護士II〜ハンサムウーマン〜 第4話（2005年、フジテレビ） - カメラマンアシスタント 役
- ホーリーランド 第1話・第2話（2005年、テレビ東京） - 八木の手下 役
- アンナさんのおまめ 第9話（2006年、テレビ朝日） - 自衛官 役
- ライオン丸G 第3話〜第5話（2006年、テレビ東京） - 少林寺 役
- 弁護士のくず 第2話（2006年、TBS） - 悪い男 役
- スシ王子! 第5話・第6話（2007年、テレビ朝日） - ヤクザ 役
- アルティメットクラブ（2007年、サイエンスチャンネル） - 馬場章 役
- ごくせん3 第7話・最終話（2008年、日本テレビ） - 郷田の仲間 役
- 土曜ワイド劇場西村京太郎トラベルミステリー日光・鬼怒川殺人ルート（2008年4月26日、テレビ朝日） - 渡辺啓一 役
- サラリーマン金太郎 第6話（2008年、テレビ朝日）
- 特命係長只野仁 第36話（2009年、テレビ朝日）
- こちら葛飾区亀有公園前派出所 第4話（2009年、TBS）
- 東京DOGS 第3話（2009年、フジテレビ） - 古川明 役
- タンブリング（2010年、TBS） - 紺野徹 役
- QP 第4話・第5話・第7話（2011年、日本テレビ） - 市井 役
- 好好!キョンシーガール〜東京電視台戦記〜 第4話（2012年、テレビ東京）
- 花燃ゆ 第45話（2015年、NHK）
- 鼠、江戸を疾る2 第1話（2016年、NHK）
- 陸王 第4話・第5話（2017年、TBS）
- 今野敏サスペンス隠蔽捜査～去就～（2019年3月11日、TBS）
- 逃亡料理人ワタナベ 第7話・第8話（2019年、ひかりTV）
- いだてん〜東京オリムピック噺〜（2019年、NHK)
- 潤一 第6話（2019年、関西テレビ）
- 時効警察・復活スペシャル（2019年9月29日、テレビ朝日）
- 相棒（テレビ朝日）
  - Season19 第14話（2021年） - 勝本竜次 役
  - Season23 第17話（2025年） - 茂手木 役
- オリバーな犬、 (Gosh!!) このヤロウ 第2話・第3話・第5話・第6話（2021～2022年、NHK） - 西條 役
- NHKスペシャル「アナウンサーたちの戦争」（2023年8月14日、NHK総合） - 軍人 役
- シッコウ!!〜犬と私と執行官〜 第7話（2023年8月22日、テレビ朝日） - 飯塚 役
- ACMA:GAME 第1話・第2話（2024年4月7日・14日、日本テレビ） - 鮫島 役・呉弁指導[2]
- アンチヒーロー 第9話（2024年6月9日、TBS） - 刑事 役

### 配信ドラマ
- 仮面ライダーBLACK SUN（2022年10月28日配信、Amazon Prime Video） - クモ怪人 役

### CM
- GOLF 5（2004年） - ヤクザ風の男 役
- 楠城屋（2004年） - ヤンキー 役
- プロクター・アンド・ギャンブル ボールド（2005年） - ペンション従業員 役

### 映画
- 日本沈没（2006年、東宝） - レスキュー隊員池田 役
- スキトモ（2007年、ビデオプランニング） - ボクシング部員 役
- The焼肉ムービー プルコギ（2007年、ファントム・フィルム） - ハラダの手下 役
- 自虐の詩（2007年、松竹） - ヤクザ 役
- ワルボロ（2007年、東映） - パク 役
- クローズZERO（2007年、東宝） - 亜久津太 役
- 母べえ（2008年、松竹） - 兵士 役
- 銀幕版 スシ王子! 〜ニューヨークへ行く〜（2008年、ワーナー・ブラザース映画） - マフィア 役
- 僕の彼女はサイボーグ（2008年、ギャガ） - 男 役
- ガチバン（2008年、AMGエンタテインメント） - 古田真也 役
- ひゃくはち（2008年、ファントム・フィルム） - 大沢 役
- 斬〜KILL〜「こども侍」（2008年） - 用心棒陣内 役
- ICHI（2008年、ワーナー・ブラザース映画） - 丑寅 役
- ガチバンII最凶決戦（2008年、AMGエンタテインメント） - 古田真也 役
- ドロップ（2009年、角川映画） - 調布南中生徒 役
- TAJOMARU（2009年、ワーナー・ブラザース映画） - 使者 役
- 真一文字 拳（2009年） - シーザー 役
- 今日からヒットマン（2009年、東映ビデオ） - 安西 役
- 戦国番長ガチザムライ（2010年、AMGエンタテインメント） - 与作 役
- BECK（2010年、松竹） - 不良 役
- TORE（2012年）
- しんしんしん（2013年）
- TOKYO ENDING（2013年） - クリス 役
- 藁の楯（2013年、ワーナー・ブラザース映画） - 機動隊員 役
- 図書館戦争（2013年、東宝） - メディア良化法賛同団体 役
- 永遠の0（2013年、東宝） - 赤城乗員 役
- ハジマリノオワリ おわりのはじまり（2013年） - 田所鉄男 役
- 土竜の唄（2014年、東宝） - 日高 役
- 陸軍特務伝令隊～英霊たちの戦場～（2015年） - 木島伍長 役
- のれそれ（2015年）
- 新宿スワンⅡ（2017年、ソニー・ピクチャーズエンタテインメント）
- OLD DAYS（2018年）
- 孤狼の血（2018年5月、東映） - 有原巡査 役[3]
- 検察側の罪人（2018年8月、東宝）
- 麻雀放浪記（2019年4月、東映） - 警察 役
- 凪待ち（2019年6月、キノフィルムズ） - 刑事 役
- オーバー・エベレスト 陰謀の氷壁（2019年11月、アスミック・エース）
- 君がいる、いた、そんな時。（2020年6月） - 黒川達也 役
- 樹海村（2021年2月、東映） - 刑事 役
- すばらしき世界（2021年2月、ワーナー・ブラザース映画）
- 孤狼の血 LEVEL2（2021年8月、東映） - 有原 役
- 峠 最後のサムライ（2022年6月、松竹、アスミック・エース）
- ファミリア (映画)（2023年1月、キノフィルムズ）
- 劇場版 ACMA:GAME 最後の鍵（2024年10月25日） - 鮫島 役[4]
- 雪の花 -ともに在りて-（2025年1月、松竹） - 桐山元中 役[5][6]

### オリジナルムービー
- 地球兄弟（全6篇：2012年 - 2013年公開[7]、6話から10話：2013年公開[8]、三池崇史監督） - 侍 役(主演) JT・Webサイト“ちょっと一服ひろば”にて公開

### PV
- SALU"REBIRTH"（2012年） - 今元 役
- クレイジーケンバンド「指輪」（2015年）
- CHEHON「真向勝負」（2015年）
- Yellow Studs『ブーツ』（2018年）

### 舞台
- Dream of Passion（2008年、演出：奈良橋陽子） - 岡田以蔵 役
- やすしくんへ（2010年）
- 佐藤、走る！（2012年）
- DREAM OF PASSION（2015年、演出：たんじだいご） - 岡田以蔵 役
- ペテンの系譜（2015年）
- 料理昇降機（2017年）
- 明日花（2020年）

### 雑誌
- nike run caravan広告（2005年） - ランナー 役